# Winner (Band)
WINNER (Koreanisch/Hangul: 위너) ist eine vierköpfige südkoreanische K-Pop-Gruppe der dritten K-Pop-Generation, die 2014 gegründet wurde und bei YG Entertainment unter Vertrag steht. Die Gruppe besteht aus Seungyoon, Mino, Seunghoon und Jinwoo.
Die Gruppe wurde erstmals 2013 in der Survivalshow WIN: Who Is Next als „Team A“ vorgestellt. In dieser Show trat Team A gegen Team B an, wobei alle Teilnehmer Trainees bei YG Entertainment waren. Das Siegerteam bekam die Chance, als erste YG-Boygroup seit dem Debüt von Big Bang vor acht Jahren zu debütieren. Am Ende dieser Sendung wurde der Name „WINNER“ an das Team A vergeben, nachdem es alle drei Runden des Publikumsvotum gewonnen hatte.
Nach mehreren Verzögerungen machte WINNER ihr koreanisches Debüt beim YG Family Concert am 15. August 2014. Ihr Broadcast-Debüt folgte am 17. August 2014 bei Inkigayo. Am 10. September debütierte die Gruppe in Japan. WINNERs Debüt wird als eines der besten K-Pop-Debüts von 2014 betrachtet.
Das 2014 veröffentlichte Debütalbum von Winner heißt 2014 S/S und enthält die Singles Empty und Color Ring. 2016 erschien ihre EP Exit : E.
Bislang hat WINNER über 200.000 physische Alben als Gruppe verkauft sowie mehr als 8,6 Millionen digitale Aufzeichnungen, davon 4.749.219 Aufzeichnungen als Gruppe und 3.885.050 als Solisten.

## Geschichte

### Pre-Debüt
Im Jahr 2010 war WINNERs Leader Kang Seung-yoon ein Teilnehmer des Gesangswettbewerbs Superstar K2, wobei er den vierten Platz erzielte. Im folgenden Jahr unterzeichnete er einen Vertrag mit YG Entertainment und debütierte als Schauspieler in der Sitcom „High Kick: Revenge of the Short Legged“. 2013 machte er ein Solodebüt, bei dem er mehrere Lieder, u. a. den Song It Rains veröffentlichte.
Lee Seung-hoon war ebenfalls ein ehemaliger Teilnehmer einer Gesangsshow. Er nahm 2012 bei K-Pop Star 1 teil und erzielte den vierten Platz. Daraufhin wurde er von Yang Hyun-suk angeworben. Am 16. Mai wurde bekanntgegeben, dass Seung-hoon von YG Entertainment unter Vertrag genommen wurde.
Song Min-ho begann seine Musikkarriere als Underground-Rapper unter dem Künstlernamen „Mino“, wobei er mit anderen Undergroup-Rapper, welche später zu Idols wurden, wie Block B's Zico, Kyung und P.O und SPEED's Taewoon kollaborierte. Anfangs sollte Mino als Mitglied von Block B debütieren, doch er verließ die Gruppe aus persönlichen Gründen vor ihrem Debüt. 2011 debütierte er unter Y2Y Contents Company als Teil der Gruppe BoM, welche sich allerdings zwei Jahre später auflöste. Im Jahr 2013 trat er YG Entertainment durch eine Audition bei, nachdem er durch sein Auftreten als Schauspieler in der Serie The Strongest K-Pop Survival aus dem Jahr 2012, welche dem Sender Channel A ausgestrahlt wurde, entdeckt worden war.
Kim Jin-woo besuchte die Joy Dance Plug In Music Academy, bevor er YG Entertainment beitrat. Er wurde dort von Bigbang's Seungri entdeckt, der ihn daraufhin zur Agentur brachte. Jin-woo wurde 2010 Trainee.
Nam Tae-hyun wurde 2011 von YG Entertainment durch eine Audition aufgenommen. Er und Jin-woo nahmen als Backup-Dancers beim YG Family Concert im Jahr 2011 teil.

### 2013–2014:WIN: Who Is Nextund debut
Die fünf Trainees traten als „Team A“ bei der Realityshow WIN: Who Is Next, welche auf Mnet ausgestrahlt wurde, an, um bei einem Sieg als Gruppe debütieren zu können. Während der finalen Folge am 25. Oktober 2013 wurde bekanntgegeben, dass Team A den Wettbewerb gewonnen hat und als Gruppe unter dem Namen „WINNER“ debütieren würde. Daraufhin veröffentlichte WINNER am 28. Oktober zwei Singles und trat als Vorband auf Big Bang's Japanese Dome Tour auf, welche am 15. November begann. Des Weiteren erschienen die Mitglieder von WINNER am 9. November als Backup-Tänzer in Taeyang's Musikvideo für „Ringa Linga“. Ab dem 13. Dezember trat WINNER in ihrer eigenen Reality Show WINNER TV auf, dessen zehn Episoden auf Mnet ausgestrahlt wurden.
2014 wirkten Seungyoon und Mino bei einem Track für Yoon Jong Shin's March-Project mit. Zwischen Juni und August desselbigen Jahres wurden die Gruppenmitglieder nochmals der Öffentlichkeit in Erwartung auf WINNER's Debüt durch eine Serie von Teaserbildern und -videos vorgestellt.
WINNERs offizieller Debütshowcase wurde am 6. August gehalten, wobei ihr Album 2014 S/S digital am 12. August und physisch am 14. August herausgegeben wurde. Am Tag von WINNER's Debüt stieg der Aktienpreis von YG Entertainment um 6,57 %, was ein Indikator für das Vertrauen der Investoren in WINNER's Debüt ist. Die Gruppe nahm am 17. August das erste Mal an einer Musikshow, und zwar an Inkigayo, teil. Sie bekamen dort ihren ersten Sieg bei M! Countdown während ihrer Debüt Stage und wurden damit die schnellste männliche Gruppe, die bei einer Musikshow gewonnen haben. Der offizielle Name für WINNER's Fanclub wurde als „Inner Circle“ bekannt. Nach der Veröffentlichung des Albums folgten zwei Musikvideos für WINNER's Titeltracks „Color Ring“ und „Empty“, die auf Youtube veröffentlicht wurden. Das Album gelang auf den ersten Platz der Billboard World Albums Chart. Am 30. August wurde außerdem ein Musikvideo für Minos Solotrack „I'm Him“ mit Cameoauftritte von den restlichen Mitgliedern herausgegeben.
Am 10. September begann WINNER ihre japanischen Promotionen für ihr Album 2014 S/S: Japan Collection und hielt am 11. September ihr erstes japanisches Solokonzert. Die Gruppe beendete erfolgreich ihre Tour am 11. Oktober in Tokio. Insgesamt nahmen 25.000 Fans bei dieser Tour teil. Am 9. Dezember 2014 gab Fuse die 13 Top Breakout Artists of 2014 bekannt, wobei WINNER als einzige südkoreanische Gruppe auf Platz 11 bei dieser Liste vertreten war. Am 17. Dezember veröffentlichte Dazed Digital die Top 20 der K-Pop-Tracks von 2014, wobei WINNER mit ihrem Song „Color Ring“ auf Platz 10 war.

### 2015–2016: Soloaktivitäten, EXIT und Taehyuns Ausstieg
2015 setzte WINNER ihre Gruppenaktivitäten aus. Während dieser Zeit gingen die einzelnen Mitgliedern ihren Soloaktivitäten nach. Taehyun nahm als Schauspieler bei mehreren Filmproduktionen teil, nämlich bei MBC's Webdrama Midnight's Girl, SBS's Late Night Restaurant und bei der chinesisch-koreanisch produzierten Serie Under the Black Moonlight. Auch Seungyoon widmete sich wieder der Schauspielerei mit dem erfolgreichen CJ E&M Webdrama We Broke Up, welches über 16 Millionen Zuschauer zählte. Jinwoo erschien im chinesisch-koreanischen Drama The Magical Cell Phone, während Mino bei der vierten Staffel von Mnet's Rapwettbewerb Show Me the Money antrat, wobei er den zweiten Platz erreichte. Eine Anzahl von Minos digitalen Veröffentlichungen seiner Songs in diesem Programm wurden kommerziell erfolgreich, unter anderem „Fear“, bei welchem Taeyang mitwirkte und welches die meist heruntergeladene Single mit über einer Million digitalen Verkäufen in dieser Show wurde. Im Dezember wurde bekannt, dass die Gruppe nach ihrem Hiatus 2016 mit einem Comeback zurückkehren würde, welches in fünf 'Projektveröffentlichungen' aufgeteilt werden sollte.
Das erste Release der Gruppe im Jahr 2016 war das „Warm-up“-Duett zwischen Mino und Taehyun mit dem Titel „Pricked (사랑가시)“. Obwohl diese Single nicht promotet wurde, gelangte sie auf Platz 2 bei MelOn und auf Platz 1 bei iTunes in neun Ländern, u. a. Singapur, Thailand und Brunei. Vor dem offiziellen Comeback der Gruppe wurden eine Anzahl von Covers zu ihren Titeltracks als verkaufsfördernde Teaser veröffentlicht, wobei die einzelnen Coversänger Lee Hi, Zion.T, Epik High, Taeyang, Akdong Musician, Dean und G-Dragon waren. Das Minialbum EXIT : E wurde am 1. Februar herausgegeben, welches WINNER's Rückkehr nach einer 18-monatigen Pause seit ihrem Debüt markiert. Die Gruppe promotete die Titeltracks „Baby Baby“ und „Sentimental“ von ihrer EP, der ersten EP von der „Exit Movement“-Serie mit den bevorstehenden Titeln EXIT : X, EXIT : I und EXIT : T, die über das Jahr hinweg veröffentlicht werden sollen. Während der Promotionen erschien Taehyun des Weiteren in der Televisionssendung Actor's School, die von Park Shin-yang gehostet wurde.
Im April erschien WINNER auch in der Varietyshow Half-Moon Friends auf dem Sender JTBC, der wöchentlich eine Folge ausstrahlt. Insgesamt wird diese Show 12 Episoden umfassen.
Am 25. November 2016 stieg Nam Taehyun aus der Gruppe aus und setzte seine musikalische Karriere als Teil der Band South Club fort.

### 2017: Fate number For und Our Twenty For
Nachdem Taehyun die Gruppe verließ, veröffentlichten Winner 2017 zwei Single-Alben mit jeweils zwei Liedern und den dazugehörigen Musikvideos. Am 4. April erschien das Album Fate Number For mit den Liedern Really Really und Fool, wobei Really Really ein großer Hit in Korea wurde und das Musikvideo nun bereits über 150 Millionen Aufrufe auf YouTube hat. Am 4. August veröffentlichten sie das Album Our Twenty For mit Love Me Love Me und Island.

## Mitglieder
| Name                 | Geburtsname            | Geburtstag (Alter)      | Geburtsort | Position                    |
| -------------------- | ---------------------- | ----------------------- | ---------- | --------------------------- |
| Yoon 윤              | Kang Seung-yoon 강승윤 | 21. Januar 1994 (31)    | Busan      | Team leader Main Vocal      |
| Jinu 진우            | Kim Jin-woo 김진우     | 26. September 1991 (33) | Sinan-gun  | Lead Vocal                  |
| Hoony 후니           | Lee Seung-hoon 이승훈  | 11. Januar 1992 (33)    | Busan      | Vocal, Main Dance, Lead Rap |
| Mino 민호            | Song Min-ho 송민호     | 30. März 1993 (31)      | Yongin     | Vocal, Main Rap             |
| Ehemalige Mitglieder |                        |                         |            |                             |
| Taehyun 태현         | Nam Tae-hyun 남태현    | 10. Mai 1994 (30)       | Hanam      | Main Vocal                  |

## Diskografie
- 2014: 2014 S/S (Album)
- 2016: Exit:E (EP)
- 2017: Fate Number For (Single-Album)
- 2017: Our Twenty For (Single-Album)
- 2018: Everyd4y (Album)
- 2018: Millions (Single-Album)
- 2019: We (EP)
- 2019: Cross (EP)
- 2020: Remember (Album)